# Cosmarium hornavanense
Cosmarium hornavanense là một loài Song tinh tảo trong họ Desmidiaceae, thuộc chi Cosmarium.